# Łasica (rzeka)
Łasica – rzeka płynąca przez Kampinoski Park Narodowy, prawobrzeżny dopływ Bzury. Rzeka została zmeliorowana w okresie międzywojennym i pod koniec lat 60., obecnie ma charakter prostego kanału z licznymi urządzeniami hydrotechnicznymi (8 jazów, przepompownia, stopień wodny). 

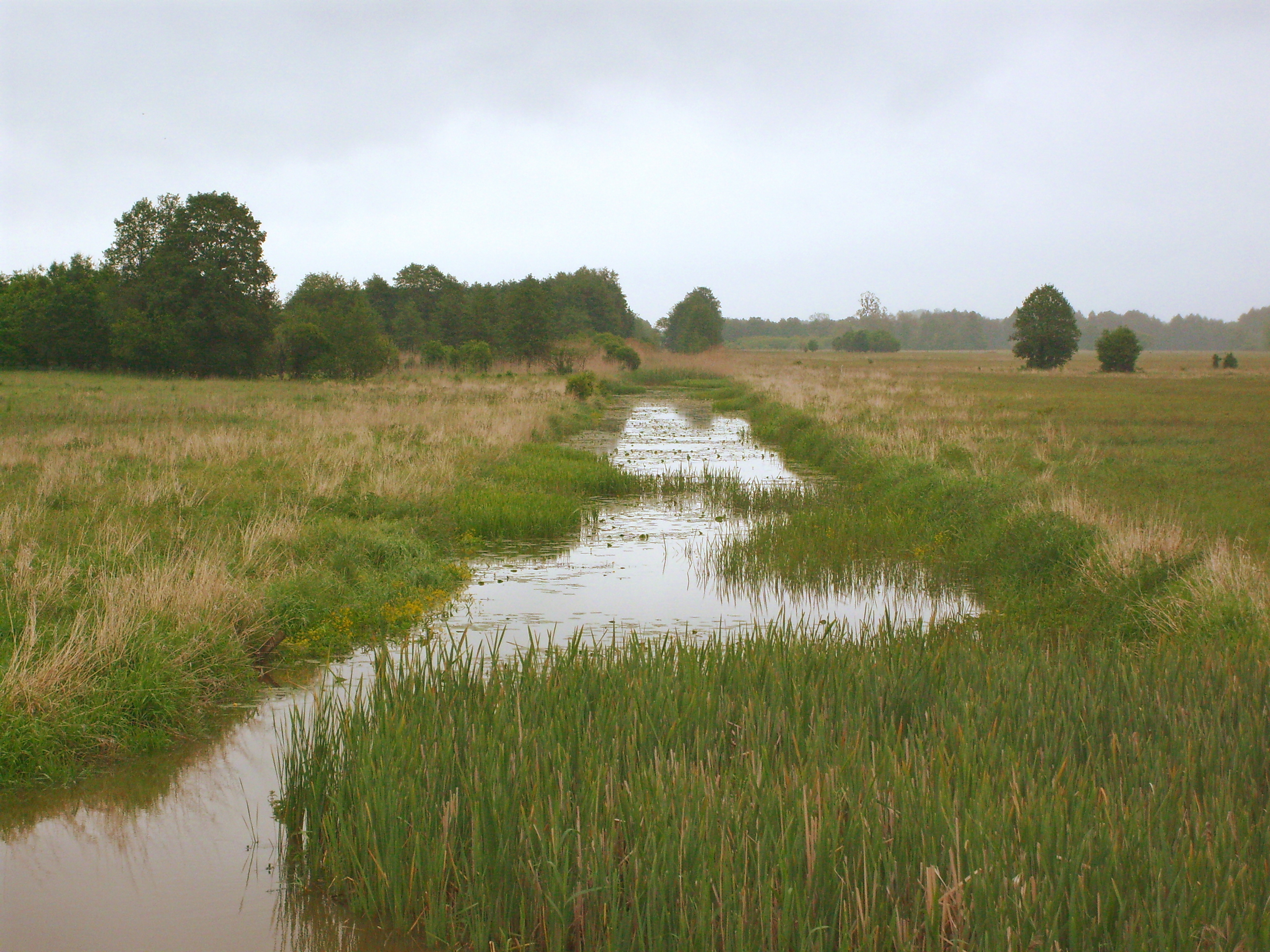
Rzeka Łasica w Kampinoskim Parku Narodowym